# Parafia Wniebowzięcia Najświętszej Marii Panny w Skrzatuszu
Parafia pw. Wniebowzięcia Najświętszej Maryi Panny w Skrzatuszu - parafia należąca do dekanatu Wałcz, diecezji koszalińsko-kołobrzeskiej, metropolii szczecińsko-kamieńskiej. Siedziba parafii i mieści się w Skrzatuszu przy ul. K. Kadrzyckiej 2 (do czasu nadania nazwy ulicy - dotychczasowym  adresem był Skrzatusz 31).

## Historia
Została utworzona 15 listopada 1660. Kościół parafialny został zbudowany w 1687 roku w stylu barokowym, konsekrowany w 1701. W 1690 król polski Jan III Sobieski zrównał parafię w Skrzatuszu z wielkimi parafiami miejskimi i powiększył jej włości. W 1972 kościół stanowi diecezjalne sanktuarium Matki Bożej Bolesnej – Pani Skrzatuskiej. Od dnia 9 października 2018 lub 15 września 2019 roku kościół jest bazyliką mniejszą.

## Miejsca święte

### Sanktuarium
Diecezjalne Sanktuarium Matki Bożej Bolesnej w Skrzatuszu

### Kościół parafialny
Bazylika pw. Najświętszej Maryi Panny Bolesnej, Pani Skrzatuskiej w Skrzatuszu

### Kościoły filialne i kaplice
- Kaplica w domu zakonnym Wspólnoty Sióstr Uczennic Krzyża w Skrzatuszu[1]